# Yale Quartet
Lo Yale Quartet era un quartetto d'archi con sede all'Università Yale, composto da musicisti della Yale School of Music e formato e guidato da Broadus Erle (ex del New Music Quartet) dal suo arrivo a Yale nel 1960. Lo Yale Quartet è particolarmente noto per le registrazioni complete degli ultimi quartetti d'archi di Beethoven, realizzati per l'etichetta Vanguard tra la fine degli anni '60 e l'inizio degli anni '70. Quando Erle morì prematuramente nella primavera del 1977, il quartetto si sciolse, anche se il violinista Syoko Aki insegna ancora a Yale e il violoncellista Aldo Parisot si ritirò nel 2018 all'età di 99 anni dopo un incarico di 60 anni. Il quartetto di Tokyo è stato il quartetto in residenza a Yale per la maggior parte del periodo dalla morte di Erle, fino a quando il Brentano String Quartet non fu nominato per questo incarico nel 2013. Le famose registrazioni degli ultimi lavori di Beethoven dello Yale Quartet sono state ripubblicate su compact disc (due volte), così come la loro registrazione con André Previn del quintetto di Brahms per Piano, ma la loro unica altra registrazione, di due quartetti di Mozart, è stata fuori stampa per molti anni.

## Componenti
1º violino:
- Broadus Erle

2º violino:
- Yoko Matsuda (1964–1967)
- Syoko Aki

Viola:
- David Schwartz
- Walter Trampler

Violoncello:
- Aldo Parisot

## Registrazioni
- Beethoven Quartets Op 127 & 131: Erle-Aki-Schwartz-Parisot; Op 132: Erle-Matsuda-Schwartz-Parisot; Op 130, 133, 135: Erle-Aki-Trampler-Parisot). Originally issued on LP: Vanguard Cardinal Series Set VCS-10101.
- Brahms Piano Quintet in F minor op 34 (issued 1973), HMV LP ASD 2873 (Erle-Aki-Trampler-Parisot).
- Mozart Quartets in D minor K 421 and D major K 575, Cardinal LP VCS 10019 (Erle-Matsuda-Schwartz-Parisot).